# Emilia Pérez
Emilia Pérez er en fransk film fra 2024 af Jacques Audiard.

## Oscarnominering
Filmen blev i januar 2025 nomineret til en Oscar for bedste fremmedsprogede film sammen med fire konkurrenter: den brasilianske film I'm Still Here, den lettiske animationsfilm Flow, den danske Pigen med nålen og den iranske Frøet fra det hellige figentræ.

## Medvirkende
- Karla Sofía Gascón som Emilia Pérez / Juan Del Monte
- Selena Gomez
- Zoe Saldaña
- Édgar Ramírez
- Mark Ivanir
- Adriana Paz